# Bacino di Wilkes
Il bacino di Wilkes è un grande bacino subglaciale situato nella parte settentrionale della Terra di Giorgio V, a ovest della catena delle montagne del Principe Alberto, nell'Antartide Orientale. Il bacino è lungo circa 1400 km e largo 400 ed è considerato il più grande bacino idrografico avente una superficie inferiore al livello del mare di tutta l'Antartide Orientale. Proprio il fatto che il letto del bacino, in parte drenato dal ghiacciaio Totten, giace al di sotto del livello del mare potrebbe far sì che la calotta glaciale che ricopre il bacino sia soggetto al meccanismo conosciuto come "instabilità della calotta glaciale marina", un complesso fenomeno dovuto a diversi effetti del riscaldamento globale, tra cui la penetrazione di acqua calda all'interno di cavità presenti nella calotta, sia nella parte subaerea, fatto che riguarda l'acqua di disgelo, sia nella parte sottomarina, fatto che invece riguarda direttamente l'acqua marina e indirettamente l'acqua di disgelo.

## Storia
Il bacino di Wilkes è stato scoperto durante la traversata della Terra della Regina Vittoria condotta dal 1959 al 1960 da alcuni membri del Programma Antartico degli Stati Uniti d'America, e così battezzato nel 1961 dal comitato consultivo dei nomi antartici in virtù della vicinanza della parte occidentale del bacino alla Terra di Wilkes nonché in omaggio allo stesso Charles Wilkes che, tra il 1838 e il 1842, condusse la cosiddetta spedizione di Wilkes, ufficialmente nota come United States Exploring Expedition, che comprese anche l'esplorazione della costa della Terra di Giorgio V.

## Scioglimento
Uno studio riportato su Nature Climate Change il 5 maggio 2014 afferma che il ghiaccio marino intrappolato nel bacino è a rischio di scioglimento nei prossimi 200 anni. Nel caso in cui tale processo non fosse arrestato, una grandissima parte del ghiaccio che compone la calotta glaciale dell'Antartide Orientale si sposterebbe in mare nei prossimi 5 000-10 000 anni, portando a un innalzamento globale del livello del mare di tre o quattro metri.